# Pazardzhik
Pazardzhik (tiếng Bulgaria: Пазарджик, cũng viết Pazardjik hay Pazarjik) là một thành phố tọa lạc dọc theo hai bờ sông Maritsa phía nam Bulgaria. Thành phố là tỉnh lỵ của tỉnh Pazardzhik và trung tâm của đô thị tự quản Pazardzhik. Dân số thời điểm tháng 1 năm 2011 là 71.979 người.